# Aleksandr Kuprín
Aleksandr Ivánovich Kuprín (en ruso: Александр Иванович Куприн) (7 de septiembre de 1870, Narovchat, ahora en Óblast de Penza – 25 de agosto de 1938, Leningrado) fue un escritor ruso realista.

## Biografía
Su padre murió de cólera en 1871 y su madre, hija de una familia noble de origen tártaro (Kulunchákova), se empobreció. Aleksandr estudió en una escuela para huérfanos. En 1880 entró en el Cuerpo de cadetes de Moscú y en 1888 en la Tercera Aleksándrovskaya, una Academia militar de Moscú para cadetes con ascendencia aristocrática. 
En la década de 1890 Kuprín empezó a escribir relatos, y escribió su primera novela corta en 1893. En 1894 se retiró del servicio en la milica y viajó a Kiev, donde trabajó como periodista y comenzó a esbozar obras literarias.
Kuprín salió a la escena de la literatura rusa en 1896 con su destacada novela corta “Móloj” (Moloch), a la cual siguieron “Olesia” (1898), “El perro maltés blanco” (1903), “Cuatreros” (1903), “El desafío (El duelo)” (1905) obras que hicieron de Kuprín uno de los más notables escritores rusos de su generación. 
En 1901 Kuprín se trasladó a San Petersburgo, donde conoció a Iván Bunin, Antón Chéjov, y Máximo Gorki. En San Petersburgo colaboró en la revista El mundo de Dios y en la editorial El conocimiento (Znanie), cultivando un estilo de realismo más próximo a lo naturalista. En 1902 se casó con María Davýdova, hija de una editora. 
En 1905 Kuprín observó la sublevación de los marineros del crucero “Ochákov” en la bahía de Sebastopol en el contexto de la revolución de 1905. Lo conmovió la represión salvaje contra los marineros y alzó una voz de protesta por lo que fue exiliado a Balaklava, donde ayudó a 80 marineros rebeldes que escaparon de Sebastopol, fecha desde la cual empezó a simpatizar con los socialistas rusos al igual que su colega y amigo Máximo Gorki. No obstante, Kuprín -a diferencia de Gorki- no mostraba interés en relatos de compromiso ideológico alegando ser un escritor y no un sociólogo, por lo cual empezó un distanciamiento entre ambos literatos. 
A comienzos del siglo XX su talento floreció siendo inclusive elogiado por León Tolstói, el máximo literato ruso viviente en esa época. En 1909 en compañía de Iván Bunin, fue galardonado con el Premio Pushkin pero no sería hasta 1912 cuando se publicarían sus primeras obras completas. 
En 1907 se casó con su segunda esposa, Elizaveta Heinrich, sobrina de Mijaíl Saltykov-Shchedrín, con quien tuvo una hija en 1908. Kuprín estaba escaso de dinero y de nuevo trabajó como periodista. En 1914, cuando comenzó la Primera Guerra Mundial, Kuprín se hizo teniente y siguió publicando relatos, cuando fue dado de baja a causa de su frágil salud, cedió su casa en Gátchina para un hospital militar. 
En 1917, Kuprín viajó a Finlandia al comienzo de la Revolución de Febrero, estableciéndose en Gátchina. Mostró una inicial aprobación hacia la Revolución de Octubre en noviembre de 1917 y regresó a Petrogrado donde colaboró en algunos periódicos socialista-revolucionarios, sin ocultar su satisfacción por el derrocamiento del zarismo. Descontento por el creciente autoritarismo de los líderes bolcheviques, Kuprín permaneció en Gátchina cuando fue tomada por tropas del ejército blanco y las siguió en su posterior retirada hacia Estonia y Finlandia. Tras algunos meses en Finlandia, Kuprín se trasladó a París con su esposa e hija en 1920. 
En 1921, Kuprín publicó en París sus “Novelas cortas y cuentos nuevos”, luego publicó “Yelán” (1929) y capítulos de su novela “Cadetes” (1928-1933), siendo aclamado en los círculos de la emigración rusa como el "sucesor de Chéjov". Durante la emigración en Francia, Kuprín mantuvo la amistad con el también emigrado Bunin y continuó su creación bastante fructíferamente, pero sufrió el empeoramiento de su salud debido a una grave enfermedad que afectaba sus movimientos en las extremidades. Desde inicios de la década de 1930 Kuprín tampoco percibía ingresos suficientes -a diferencia de su vida previa en Rusia- lo cual agravó su crisis física y psicológica. 
En 1936, acuciado por la falta de dinero y sus dolencias físicas, Kuprín y su esposa postularon a una visa para viajar a la Unión Soviética con miras a establecerse allí. Aprobado su retorno por el régimen soviético, pese a su calidad de "emigrado", Kuprín llegó a Moscú con su esposa en 1937 pero para sus antiguos admiradores era visible su desgaste físico y mental. Esto impidió a Kuprín seguir participando en la vida literaria de la URSS, más allá de los homenajes de la Unión de Escritores Soviéticos. Establecido en Leningrado, sufrió nuevas crisis de salud y murió en dicha ciudad el 25 de agosto de 1938. Está enterrado en el cementerio Vólkovskoye, en San Petersburgo.

## Obras traducidas al castellano
- El brazalete de granates- «Гранатовый браслет»- Traducción Marta Rebón. Pequeños Placeres- Ediciones Invisibles (2020)

## Obras escogidas
- Moloch - "Молох" (1896)
- Olesia - «Олеся» (1898)

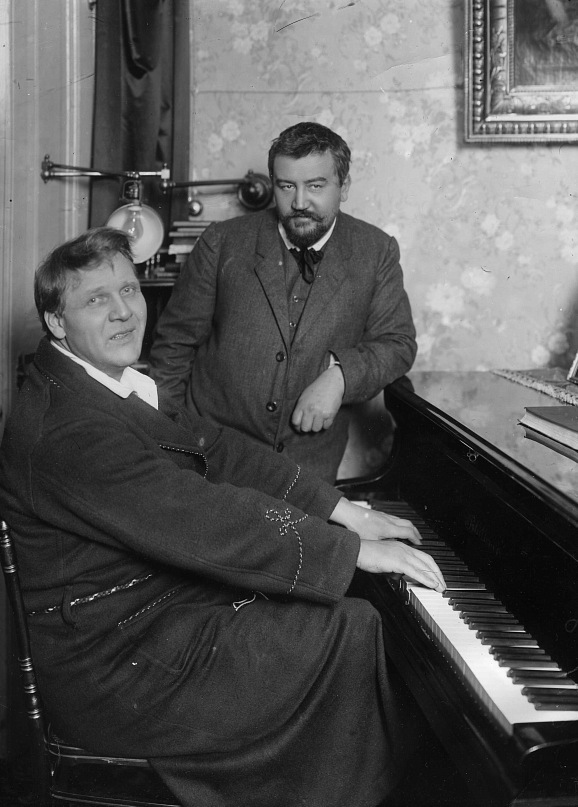
Aleksandr Kuprín y Fiódor Chaliapin. San Petersburgo. 1911.

- El desafío (El duelo) - «Поединок» (1905)
- Gambrinus - «Гамбринус» (1907)
- Sulamita - “Суламифь” (1908)
- El brazalete de granates - «Гранатовый браслет» (1911)
- Listrigones - «Листригоны», 1907-11
- El burdel - «Яма» (1909-15)
- Cadetes - «Юнкера» (1928-32)

## Adaptaciones cinematográficas
- Aleksandr Kuprin en imdb.com